# 鸳鸯蝴蝶派
鸳鸯蝴蝶派，又稱哀情小说，是中国现代文学一个流派。

## 沿革
鸳鸯蝴蝶派最早是周作人提出的。1919年1月9日，钱玄同在《「黑幕」书》一文中指出：“其实与‘黑幕’同类之书籍正复不少，如《艳情尺牍》，《香闺韵语》及‘鸳鸯蝴蝶派的小说’等等”。“鸳鸯蝴蝶”得名于19世纪晚清魏子安小说《花月痕》中的诗句：“卅六鸳鸯同命鸟，一双蝴蝶可怜虫”。主要面对多数普通市民读者，使用白话文，题材多样，以爱情为主。通常先在报刊连载，流传较广。单行本发行数量可观，可盈利。也可被认为比较成功的商业文学。民国初年的《礼拜六》周刊是鸳鸯蝴蝶派的主要杂志，在此类报刊上常发表文章的人也被称为「礼拜六」派。到五四运动时期受到茅盾等维新派知识分子的批判。
三十年代，瞿秋白在倡导“第三次文学革命”時又針對鸳鸯蝴蝶派進行了批判，认为《良友画报》、时事小说《蒋老五殉情记》、以及桃花歌舞团等等，都是新礼拜六派的东西。郑振铎说：“鸳鸯蝴蝶派的大本营是在上海。他们对于文学的态度，完全是抱着游戏的态度的”。1930年代《婦人畫報》是上海新感覺派作家發言地；而在1943年的一篇文章中，沈從文稱「禮拜六派」作家為「海派」，認為其追隨者如郁達夫、張資平等創造社作家，及穆時英等新感覺派作家為「新海派」。1949年后，大陆提倡文学创作为政治服务，该流派消失，之后在港台得到存续，並發展成當代愛情小說。
《玉梨魂》开创了中國民初在上海等都市文学史上流行小说的成功模式，劉半農認為徐枕亞《玉梨魂》犯了空泛、肉麻、无病呻吟的毛病，將之列入“鸳鸯蝴蝶小说”。但是《玉梨魂》很大程度上是徐枕亞本人的故事。1915年徐枕亚又创作了另一部长篇小说《雪鸿泪史》，这部小说的题材和人物都是延续《玉梨魂》的。鸳鸯蝴蝶派的特徵是有才子必有佳人，有贪官必有廉吏，有恶棍必有侠义之士，故事劇情終究走向模式化。
1943年5月，张爱玲的小说《沉香屑·第一炉香》发表在周瘦鹃主编的《紫罗兰》杂志上。張愛玲長期被列入鸳鸯蝴蝶派，至今似乎依然如此。發崛張愛玲才華的夏志清提到“她喜欢用‘道’字来代替‘说’字，这当然可以看做是旧小说的痕迹”。张爱玲本人对鸳鸯蝴蝶派頗有微词，“鸳鸯蝴蝶派小说，感伤之中不缺少斯文扭捏的小趣味，但没有恶言”。

## 代表人物
鸳鸯蝴蝶派代表作家有范烟桥，张恨水、吳雙熱、包天笑、周瘦鹃、李涵秋、严独鹤、吳若梅、程小青、孫玉聲、許嘯天、秦瘦鷗、馮玉奇、陆士谔、陈蝶仙、平江不肖生、还珠楼主、许廑父、何海鸣等。此流派系庞大，作家风格各不同，可分为早期、后期，南派、北派等。

## 代表作品
- 黄南丁氏《杨乃武和小白菜》
- 徐枕亚《玉梨魂》、《雪鸿泪史》
- 苏曼殊《断鸿零雁记》
- 张恨水《啼笑因緣》
- 包天笑《沧州道中》
- 冯若梅《东方神侠传》
- 冯玉奇《舞宫春艳》
- 陶寒翠《民国艳史演义》
- 许啸天《唐代宫廷演义》
- 陈辟邪《海外缤纷录》
- 不肖生《留东外史》
- 程小青《霍桑探案集》
- 秦瘦鸥《秋海棠》